# Phaeogenes haeussleri
Phaeogenes haeussleri är en stekelart som beskrevs av Tohru Uchida 1935. Phaeogenes haeussleri ingår i släktet Phaeogenes och familjen brokparasitsteklar. Inga underarter finns listade i Catalogue of Life.